# Biblioteca de la Universidad de Catar
La Biblioteca de la Universidad de Catar sirve a los estudiantes, el cuerpo docente, el personal y los investigadores de la Universidad de Catar en la ciudad de Doha.
Çuenta con instalaciones separadas por sexos: Sede de la Biblioteca para las mujeres, un edificio de cuatro plantas con una superficie total de 1200 metros cuadrados, y una sede de la biblioteca para los hombres, un edificio de dos plantas con una superficie de 3000 metros cuadrados.